# Shivli
Shivli es un pueblo y nagar Panchayat situado en el distrito de Kanpur Dehat en el estado de Uttar Pradesh (India). Su población es de 8621 habitantes (2011). Se encuentra a 35 km de Kanpur.

## Demografía
Según el censo de 2011 la población de Shivli era de 8621 habitantes, de los cuales 4571 eran hombres y 4050 eran mujeres. Shivli tiene una tasa media de alfabetización del 84,91%, superior a la media estatal del 67,68%: la alfabetización masculina es del 88,82%, y la alfabetización femenina del 80,48%.